# Circus
Circus là một hãng sản xuất visual novel đặt trụ sở tại Hasuda, Saitama, Nhật Bản, cha đẻ của nhiều trò chơi thuộc thể loại eroge và bishōjo. Ngoài thương hiệu Circus, công ty cũng sở hữu các thương hiệu nhánh khác như Circus Northern, Circus Fetish, Circus Metal và Sanctuary.
Circus từng tham gia hợp tác với các hãng sản xuất visual novel khác, tỉ như họ cùng với các công ty Broccoli, GameCrab, và mangaka Izumi Rei phát hành visual novel True Tears dưới thương hiệu La'cryma. Circus và Broccoli cũng sử dụng thương hiệu La'cryma trong việc hợp tác sản xuất một visual novel khác là Sora o Tobu, Mittsu no Hōhō.

## Sản phẩm
| #  | Tên | Nhánh thương hiệu | Ngày phát hành       |
| -- | --- | ----------------- | -------------------- |
| 01 | Aries | Circus            | 28 tháng 4 năm 2000  |
| 02 | Yaminabe Aries: Asu e no Chōsenjō | Circus            | 29 tháng 9 năm 2000  |
| 03 | Infantaria | Northern          | 26 tháng 1 năm 2001  |
| 04 | Suika | Northern          | 27 tháng 7 năm 2001  |
| 05 | Archimedes no Wasuremono | Northern          | 14 tháng 12 năm 2001 |
| 06 | Da Capo | Northern          | 28 tháng 6 năm 2002  |
| 07 | Utau Ehon 1 2 3 Hai!! | Circus            | 8 tháng 11 năm 2002  |
| 08 | Da Capo: White Season | Northern          | 13 tháng 12 năm 2002 |
| 09 | Sukumizu: Fetch ni Narumon! | Fetish            | 25 tháng 7 năm 2003  |
| 10 | Suika: Ō 157 Shō | Circus            | 25 tháng 7 năm 2003  |
| 11 | Tsui no Yakata: Koibumi | Fetish            | 27 tháng 2 năm 2004  |
| 12 | Tsui no Yakata: Futatsu Boshi | Fetish            | 26 tháng 3 năm 2004  |
| 13 | Gaddeemu & Judeemu | Circus            | 1 tháng 4 năm 2004   |
| 14 | Aries PureDream | Circus            | 1 tháng 4 năm 2004   |
| 15 | Aries LoveDream | Circus            | 2 tháng 4 năm 2004   |
| 16 | Tsui no Yakata: Tsumi to Batsu | Fetish            | 30 tháng 4 năm 2004  |
| 17 | Da Capo: Plus Communication | Northern          | 28 tháng 5 năm 2004  |
| 18 | Tsui no Yakata: Orihime | Fetish            | 28 tháng 5 năm 2004  |
| 19 | Tsui no Yakata: Ningyō | Fetish            | 25 tháng 6 năm 2004  |
| 20 | Da Capo: Summer Vacation | Northern          | 27 tháng 8 năm 2004  |
| 21 | Suika AS+ | Northern          | 24 tháng 9 năm 2004  |
| 22 | Homemaid | Fetish            | 8 tháng 10 năm 2004  |
| 23 | Saishū Shiken Kujira | Circus            | 23 tháng 12 năm 2004 |
| 24 | Sukumizu: Oyo ge na i | Fetish            | 26 tháng 8 năm 2005  |
| 25 | Utau Ehon 4 5 6 Hi! Hi! | Circus            | 26 tháng 8 năm 2005  |
| 26 | Saishū Shiken Kujira: Departures | Circus            | 23 tháng 12 năm 2005 |
| 27 | AR Forgotten summer | Northern          | 24 tháng 2 năm 2006  |
| 28 | Da Capo II | Northern          | 26 tháng 5 năm 2006  |
| 29 | My-HiME Unmei no Ketōju Shura | Metal             | 30 tháng 6 năm 2006  |
| 30 | Circus Disc: Christmas Days | Circus            | 22 tháng 12 năm 2006 |
| 31 | Da Capo II: Spring Celebration | Northern          | 27 tháng 4 năm 2007  |
| 32 | Circus Land I: Doki! Heroine Ippai Hatsunejima Cosplay Miss Contest Matsuri Yoridori Midori de Suki na Ko Eran de Kisekae Ikusei Date Dayo Niisan | Circus            | 27 tháng 7 năm 2007  |
| 33 | Eternal Fantasy | Northern          | 22 tháng 12 năm 2007 |
| 34 | Da Capo Poker | Circus            | 29 tháng 2 năm 2008  |
| 35 | Da Capo: After Seasons | Northern          | 27 tháng 6 năm 2008  |
| 36 | C.D.C.D.2 | Circus            | 25 tháng 7 năm 2008  |
| 37 | Homemaid Sweets | Circus            | 29 tháng 8 năm 2008  |
| 38 | Da Capo: Girls Symphony | Sanctuary         | 26 tháng 9 năm 2008  |
| 39 | Valkyrie Complex | Circus            | 29 tháng 5 năm 2009  |
| 40 | Da Capo II: To You | Circus            | 26 tháng 6 năm 2009  |
| 41 | Da Capo II: Fall in Love | Circus            | 18 tháng 12 năm 2009 |
| 42 | RPG Gakuen | Circus            | 25 tháng 6 năm 2010  |
| 43 | uni. | Circus            | 28 tháng 10 năm 2010 |
| 44 | Da Capo Dream X'mas | Circus            | 25 tháng 6 năm 2010  |
| 45 | Suika Niritsu | Circus            | 9 tháng 9 năm 2011   |